# قالی سنقر و کلیایی

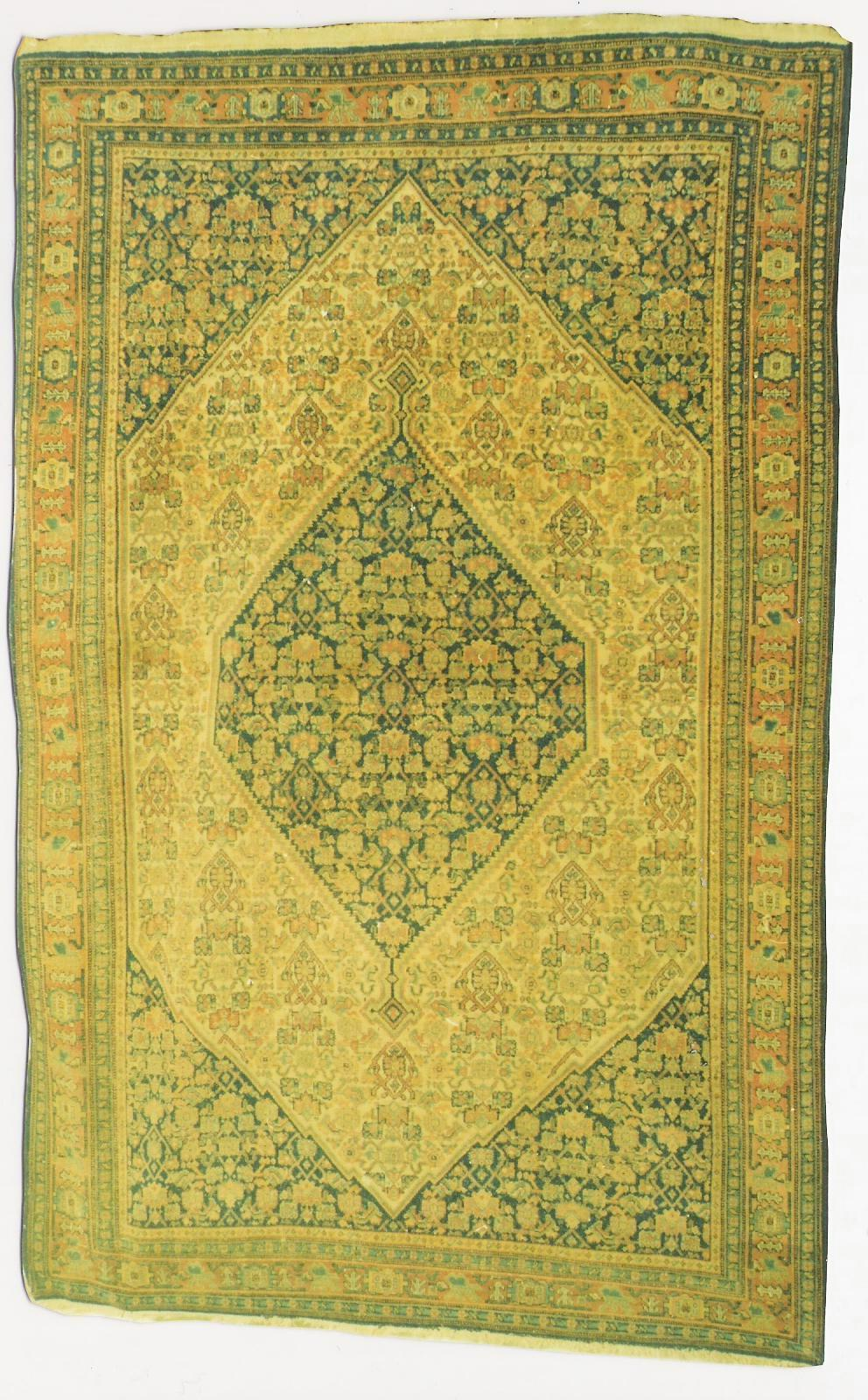
قالی سنقر و کلیایی

قالی سنقر و کلیایی یا قالی کلیایی گونه‌ای از قالی‌های کردی ایران است که در منطقه سنقر و کلیایی بافته‌می‌شود.

## ویژگی‌ها
اصطلاحات لاکیش، میان‌فرش یا سرانداز در مورد قالی کلیایی استفاده می‌شود. بافت قالی کلیایی دارای پیشینه‌ای ۴۰۰ ساله دانسته شده‌است. قالی کلیایی ۳۲ طرح و نقشه ویژه دارد. از جملهٔ نقش‌هایی که در قالی کلیایی به کار می‌رود، می‌توان به بازوبندی، ماهیتی، طوق و ترنج اشاره کرد.

## مراکز بافت قالی کلیایی
قالی کلیایی عمدتاً در روستاهای منطقهٔ فعله‌گری (به کردی: فه‌یله‌کوڕی) بافته می‌شود. همچنین در روستاهای کیوه‌نان و ورمزیار نیز قالی‌های ممتازی بافته می‌شوند.

## ثبت قالی کلیایی به عنوان نشان تجاری جهانی
مرکز ملی فرش ایران با همکاری نهادهای مرتبط جهانی، قالی کلیایی را با شماره ثبت ۱۰۲۳ و با نشان «سنقر و کلیایی» به عنوان یک برند جهانی در کنار قالی ۱۳ منطقهٔ دیگر ایران ثبت کرده‌است.

## باورهای عامیانه در میان بافندگان فرش کلیایی
در میان کردهای منطقهٔ کلیایی در رابطه با بافت قالی باورهای عامیانه‌ای وجود دارد:
1. اگر بافتن قالی کلیایی در شب آغاز شود، اصطلاحاً در آن چله می‌افتد یعنی بافت آن دیرتر از موعد به پایان می‌رسد.
2. روز جمعه برای سرگرفتن فرش کلیایی سنگین است، یعنی اگر بافتن قالی کلیایی در روز جمعه آغاز شود، دیرتر به پایان می‌رسد.
3. روز شنبه و شب جمعه برای سرگرفتن فرش کلیایی سبک است، یعنی فرش زودتر به پایان می‌رسد.
4. روز سه‌شنبه برای سرگرفتن فرش کلیایی شوم است و ممکن است برای بافنده اتفاق ناگواری بیفتد.
5. روزهای سیزدهم هر ماه برای سرگرفتن فرش کلیایی شوم است. معمولاً در این منطقه در روزهای سیزدهم هر ماه نه فرش کلیایی سر گرفته می‌شود، نه بافته می‌شود، نه قیچی می‌شود و نه حتی خرید و فروش می‌شود.
6. ابزار بافت فرش کلیایی را نباید شب‌ها در کنار دار قالی قرار داد، چرا که نیروهای غیربشری در بافت فرش دخالت می‌کنند. اگر این نیروها خوب باشند به بافنده کمک می‌کنند، اما اگر بد باشند فرش را خراب کرده یا غلط می‌بافند و حتی ممکن است فرش را قیچی کنند.
7. زن باردار نباید پشت دار قالی کلیایی نشسته و قالی ببافد، چراکه فرزندش ناقص، عقب‌افتاده، فلج یا گوژپشت به دنیا می‌آید.[۳]